# 汉姆·利尼

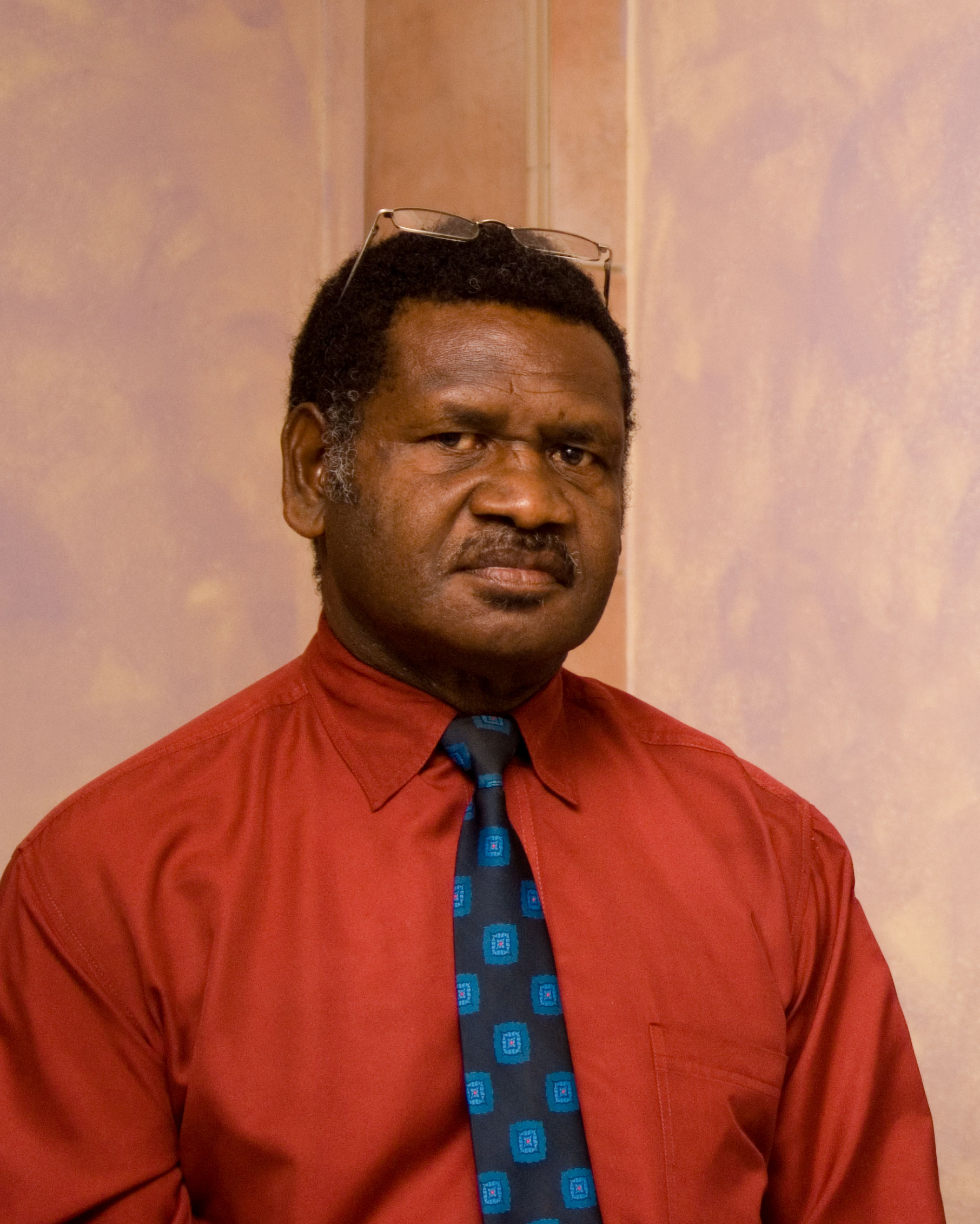
汉姆·利尼

汉姆·利尼（Ham Lini，1951年12月8日—），为瓦努阿图政治家，生于瓦努阿图彭纳马省彭特科斯特岛。他是瓦努阿图首任总理沃尔特·利尼的弟弟。2004年12月11日至2008年9月22日，汉姆·利尼担任瓦努阿图总理。2008年9月22日,担任副总理兼任基础设施部长。他是民族联合党现任领导人。